# Џу Тинг
Џу Тинг (Данчен, 29. новембар 1994) кинеска је кинеска одбојкашица и олимпијска победница. Игра на позицији примача сервиса. Капитен је репрезентације Кине, а на клупском нивоу игра за турски тим Вакифбанк.
Са кадетском репрезентацијом Кине освојила је сребро на Светском првенству 2011, а са јуниорском злато на Светском првенству 2013. Проглашена је на турниру за најкориснијег играча и најбољег примача сервиса. 
За сениорску репрезентацију дебитовала је у Гран Прију 2013. и на истом такмичењу освојила сребро са репрезентацијом и појединачну награду за најбољег примача. На Светском првенству 2014. освојила је сребрну медаљу, и била је најбољи нападач и примач сервиса на турниру. На Азијском првенству 2015. освојила је злато, као и у Светском купу исте године. На оба турнира проглашена је за најбољег играча, а на Азијском првенству и за најбољег примача сервиса.
Са репрезентацијом Кине тријумфовала је на Олимпијским играма у Рио де Жанеиру, а још једном је била награђена као најкориснији играч и најбољи примач на турниру. Исте године прешла је у турски тим Вакифбанк.
Од 2017. капитен је репрезентације Кине. У Гран прију су биле четврте, а Џу је добила награду за најбољег примача, а нешто касније су освојиле Светски велики куп шампиона где је Џу поново била најкориснији играч и најбољи нападач.
2018. је освојила Азијске игре, бронзу у новом такмичењу Лиги нација, и бронзу на Светском првенству. У Лиги нација и на Светском првенству уврштена је у идеални тим као најбољи примач сервиса.
Са Вакифбанком освојила је Лигу шампиона 2016-17. и 2017-18. као и Светско клупско првенство 2017.